# Breidscheid (Adenau)
Breidscheid ist seit 1952 ein Stadtteil der Stadt Adenau; vorher war es eine selbständige Gemeinde. Neben Nürburg, Quiddelbach und Herschbroich ist Breidscheid einer von vier Orten, die innerhalb der Nordschleife des Nürburgrings liegen.
Breidscheid wurde erstmals 1157, die Herren von Breidscheid seit dem 13. Jahrhundert erwähnt. 
Die Breidscheider Kapelle ist den Heiligen Rochus und Sebastianus geweiht und soll im Jahre 1630 als Pestkapelle gebaut worden sein.

## Weblinks

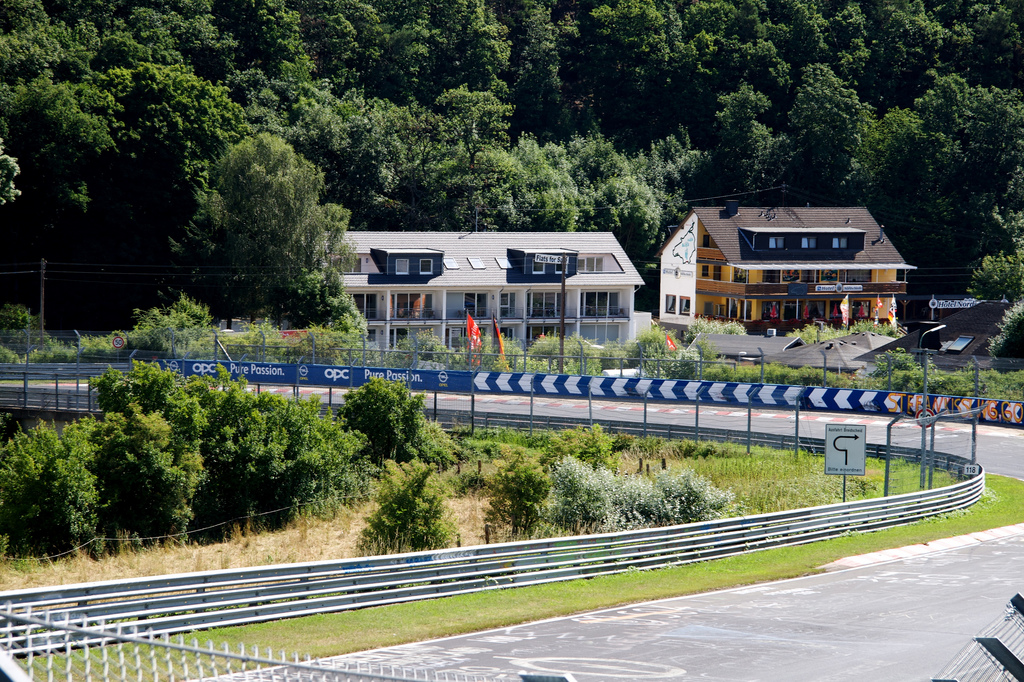
Der Nürburgring kreuzt den Stadtteil Breidscheid.